# Torneio Internacional Cidade de Cremona
O Torneio Internacional Cidade de Cremona ((em italiano) Torneo Internazionale Città di Cremona) é um torneio de futebol sub-14 disputado sempre no meio do ano na cidade de Cremona-Itália.
O torneio teve sua primeira edição disputada em 2012. O Brasil teve seu primeiro participante apenas na 3a edição, com a participação do Volta Redonda.

## Uma seção
| Edição | Torneio                                         | Campeão           |
| ------ | ----------------------------------------------- | ----------------- |
| I      | Torneio Internacional Cidade de Cremona de 2012 |                   |
| II     | Torneio Internacional Cidade de Cremona de 2013 | Parma             |
| III    | Torneio Internacional Cidade de Cremona de 2014 | Alético de Madrid |